# Zutragum
Zutragum là một chi bướm đêm thuộc họ Noctuidae.

## Loài
- Zutragum likianga Draudt, 1950